# Michael Wanker
Michael Wanker (* 1976 in Schleswig) ist ein deutscher Schauspieler und Synchronsprecher.

## Leben
Direkt nach Abschluss seiner Schauspielausbildung an der Freiburger Schauspielschule im E-Werk in Freiburg im Jahre 2003 trat Michael Wanker ein zweijähriges Theaterengagement an der Badischen Landesbühne an.
In der Rolle des Faust in der Urfaust-Inszenierung der Badischen Landesbühne absolvierte Michael Wanker im Winter 2005 eine erfolgreiche Tournee durch Transsylvanien in Rumänien und gastierte dort u. a. am Deutschen Staatstheater Temeswar.
Nach Beendigung des Engagements an der Badischen Landesbühne folgten Theaterauftritte in Mannheim, Karlsruhe, Heidelberg und Freiburg.
Seit 2005 lebt Michael Wanker in Hamburg und spielt seitdem in zahlreichen Filmproduktionen, Werbefilmen und Theaterproduktionen, u. a. am Ernst-Deutsch-Theater.
Des Weiteren spricht er regelmäßig deutsche Synchronfassungen internationaler Spielfilmproduktionen ein.

## Filmografie (Auswahl)
- 2005: unter.druck
- 2005: Besessen
- 2006: Sparring
- 2006: Rivalinnen (ZDF)
- 2006: Spiel mein Spiel
- 2006: Geisterjäger
- 2006: Gunnar – Ein Student im Hemd
- 2006: Taiketsu
- 2007: Der Neurotiker
- 2007: Perle
- 2007: Melodie
- 2008: Unusual

## Theaterrollen (Auswahl)
- 2002: Tartuffe (Cléante)
- 2003: Clavigo  (Clavigo)
- 2004: Viel Lärm um nichts (Don Juan)
- 2004: Romeo und Julia (Graf Paris)
- 2005: Urfaust (Faust)
- 2006: Vom dicken Schwein, das dünn werden wollte (Trutsch Truthahn)
- 2006: Familiengeschäfte (Roy Ruston)
- 2008: Die Ratten (Harro Hassenreuter)
- 2009: Drei Mal Leben (Hubert Finidori)
- 2011: Die Glasmenagerie (Jim O’Connor)

Seit 2007 spielt Michael Wanker regelmäßig das Theatersolo I Will Survive von Raoul Biltgen.

## Synchronarbeiten (Auswahl)
- 2002: Darkness Falling – Michael Pacer (deutsche Stimme von Jason Priestley)
- 2003: Bachelor Of Hearts – Raghu More
- 2003: The Three Faces Of Terror – Alex
- 2005: My Big Fat Independent Movie – Harvey
- 2007: Poor Boy´s Game – Chris Webb